# Vai Anitta
Vai Anitta è una miniserie televisiva documentaristica in sei episodi diretta da Charlie Askew e prodotta da Shots Studios, che vede protagonista la cantante Anitta. La miniserie è stata pubblicata sulla piattaforma Netflix il 16 dicembre 2018.

## Episodi
| Stagione       | Episodi | Pubblicazione USA | Pubblicazione Italia |
| -------------- | ------- | ----------------- | -------------------- |
| Prima stagione | 6       | 2018              | 2018                 |

## Produzione
Nei paesi anglofoni, la miniserie è stata distribuita con il titolo Go Anitta.